# North & South (gra komputerowa)
North & South – turowa gra strategiczna z elementami zręcznościowymi wydana w roku 1989 przez francuską firmę Infogrames. Akcja tytułu osadzona jest w czasie wojny secesyjnej w Stanach Zjednoczonych.

## Charakterystyka
Gra składa się z czterech kampanii, z których każda rozgrywa się w innym roku kalendarzowym oraz przy innym rozkładzie sił jednostek Północy i Południa (do wyboru na początku gry). Charakterystycznym elementem rozgrywki są humorystyczne przerywniki zręcznościowe, które stanowią o dalszych losach walk. Należą do nich:
- zdobywanie pociągu polegające na przeskakiwaniu z dachu na dach wagonu, aż po lokomotywę w zadanym czasie. W dobiegnięciu do celu przeszkadzają przeciwnicy w postaci żołnierzy, o których pojawieniu się decyduje żywy lub komputerowy gracz, a także odstępy pomiędzy wagonami (upadek oznacza cofnięcie się kilka wagonów od lokomotywy). Pomyślne ukończenie tego elementu gry oznacza przejęcie pieniężnego dofinansowania, które każdy z graczy otrzymuje po zakończeniu rundy,
- zdobywanie fortów przeciwnika, polegające na dojściu do flagi, zdjęciu jej i powieszeniu własnej w zadanym czasie. W dobiegnięciu do celu przeszkadzają pułapki (np. dynamit) i przeciwnicy w postaci psów i żołnierzy, o których pojawieniu się decyduje żywy lub komputerowy gracz. Pomyślne ukończenie tego elementu gry oznacza odcięcie przeciwnika od funduszy pieniężnych, dzięki którym następuje rozwój armii (każde pięć worków złota jest zamieniane na jeden oddział wojska),

Podczas bitwy gracz kontroluje trzy formacje wojskowe: kawalerię, piechotę oraz artylerię. Bitwy rozgrywają się na dwóch rodzajach terenu: kanion lub niziny. Każdy z nich może być płaski lub przecięty rzeką lub kanionem z przeciągniętym przez nie mostem, który stanowi strategiczny element pola walki.
Wpływ na rozgrywkę mają rozmaite, opcjonalne przeszkadzajki w postaci burzy (jednostka pauzuje w danej turze), ataku Indian lub Meksykanów (jednostka ginie, gdy zbyt długo zajmuje terytorium rdzennych lub okolicznych mieszkańców). Z posiadania niektórych terytoriów zyskuje się profity w postaci desantu morskiego. 
Gra toczy się do momentu, gdy wszystkie jednostki przeciwnika zostaną wyeliminowane z mapy.